# Ніяка хвиля
Ніяка хвиля (англ. no wave) — напрямок у поп-музиці і кінематоґрафі в Нью-Йорку, що існував з кінця 1970-х до початку 1980-х рр. Назва «ніяка хвиля» покликана заперечувати зв'язок з будь-якими іншими жанрами або стилями.

## Назва
Існує кілька версій походження назви. За однією з них, співачка Лідія Ланч з гурту Teenage Jesus & The Jerks, відповідаючи під час одного інтерв'ю на запитання «чи є її музика „новою хвилею“?», насмішкувато відповіла, що «скоріше вже „ніякою хвилею“». За іншою версією, термін вперше з'явився на сторінках самвидавського журналу NO, який вів хроніку сцени.

## Музика
Не можна сказати, що «ніяка хвиля» — це стиль музики з якимись певними рисами. Але можна виділити деякі загальні риси: різкі, атональні звуки, тенденція до насичення музичної тканини через мелодію. Лірика в такій музиці заснована на запереченні та конфронтації.
Гарним прикладом жанру служить збірка No New York, складена Браяном Іно, що вона включає композиції таких колективів як Mars, Teenage Jesus And The Jerks, DNA та Contortions.
«Ніяка хвиля» знайшла своє відображення і в кінематографі. У цьому жанрі працювали Амос По, Джон Лурі, Вів'єн Дік, Скотт Бі, Бет Бі, Ричард Кьорн.

## Вплив на сучасну музику
«Ніяка хвиля» справила великий вплив на такі жанри, як нойз-рок і індастріал-метал, а також на музикантів Big Black, Lev Six, Helmet і Live Skull. З середовища «ніякої хвилі» вийшов гурт Sonic Youth.

## Знакові платівки
- Suicide, Suicide (1977)
- No New York (1978) Збірка записів Contortions, Teenage Jesus & The Jerks, Mars і DNA.
- James Chance & The Contortions, Buy (1979)
- 8 Eyed Spy, 8 Eyed Spy (1981)
- Teenage Jesus & The Jerks, Everything (1995) Збірка.
- Mars, 78+ (1996) Збірка записів з 1977-1978 рр.
- Theoretical Girls, Theoretical Girls (2002) Збірка записів з 1978-1981 рр.
- DNA, DNA on DNA (2004) Збірка записів з 1978-1982 рр.

## Список колективів «ніякої хвилі»
- 8-Eyed Spy
- Bush Tetras
- Come On
- The Contortions/James Chance
- Dark Day
- DNA
- Friction
- Futants
- Judy Nylon
- Glenn Branca
- Liquid Liquid
- Lydia Lunch
- Mars
- Model Citizens
- The Phosphenes
- Raybeats
- Red Transistor
- Rhys Chatham
- Marc Ribot
- Rosa Yemen
- Sharon Cheslow
- Sick Dick & The Volkswagens
- Sonic Youth
- The Static
- Suicide
- Swans
- Teenage Jesus & The Jerks
- Theoretical Girls
- Ut
- Von Lmo
- Y Pants